# Hugo van der Goes
Pour les articles homonymes, voir Van der Goes.
Huygue van der Goes, latinisé en Hugo van der Goes (vers 1440-1482) est un peintre flamand des Pays-Bas bourguignons.
Il fait partie des peintres flamands les plus importants et innovants de la fin du XVe siècle. Le petit nombre de tableaux qui sont conservés témoignent d'une nouvelle monumentalité, d'une palette de couleurs spécifique et une manière sans pareille de représenter les personnages et les expressions de leurs visages. La présence à partir de 1483 de son chef-d'œuvre, le Triptyque Portinari, à Florence a joué un rôle majeur dans le développement du réalisme et l'utilisation de couleur dans l'art de la Renaissance italienne.

## Biographie
Hugo van der Goes est probablement né à Gand vers 1440. On ne sait rien avec certitude sur la vie de l'artiste avant 1467, année où il est reçu maître à la guilde des peintres de Gand. Joos van Wassenhove, maître peintre à Gand dès 1464 et Daneel Ruthaert étaient les sponsors de son admission dans la guilde. Il est probable qu'il ait suivi une formation ailleurs avant de devenir maître à Gand. Certains historiens ont suggéré Dieric Bouts comme le maître de van der Goes, mais il n'existe aucune preuve indépendante à ce sujet. À partir de 1470 et après le départ de Joos van Wassenhove à Urbino, Hugo van der Goes est probablement le peintre le plus important à Gand. Il devient le doyen de la guilde en 1474.

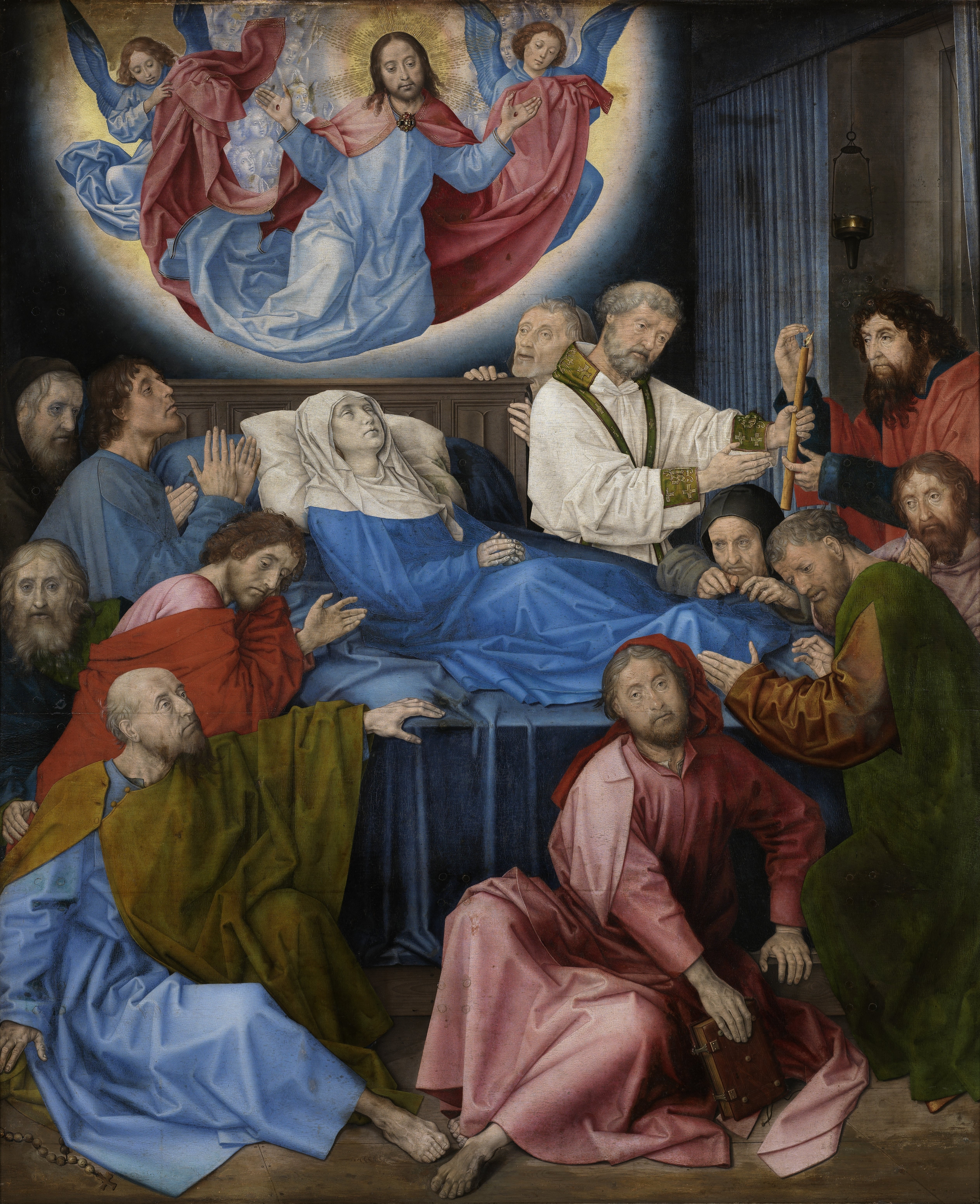
La Mort de la Vierge

Il reçoit d'importantes commandes de la cour bourguignonne, de villes néerlandaises, de diverses institutions ecclésiastiques, de la riche bourgeoisie flamande et des compagnies italiennes établies dans les Pays-Bas bourguignons. En 1468, il collabore à la décoration des fêtes en l'honneur des noces du duc de Bourgogne Charles le Téméraire et de Marguerite d'York à Bruges ; l'année suivante puis à nouveau en 1472, il collabore à la « Joyeuse entrée » du grand Duc d'Occident (Charles le Téméraire) à Gand ; en 1474, il exécute la décoration héraldique de la chambre mortuaire de Philippe le Bon, également à Gand.
Vers 1475, il exécute pour Tommaso Portinari, banquier et représentant des Médicis à Bruges, son œuvre la plus importante : le triptyque Portinari (Florence, musée des Offices), dont les grandes dimensions sont inhabituelles pour l'époque. Le triptyque arrive à Florence en 1483 et a inspiré des artistes italiens tels que Domenico Ghirlandaio. Giorgio Vasari mentionne en 1550 dans ses Vite que le triptyque Portinari fut peint par « Ugo d'Anversa », ce qui a permis d'attribuer l'œuvre de van der Goes, peintre qui semble n'avoir signé aucun de ses tableaux.
En effet, à part cette œuvre qu'on lui attribue sans hésitation, l'analyse stylistique ne permet de lui rattacher que peu de tableaux. Sa culture est influencée par Jan van Eyck et Rogier Van der Weyden, comme dans le diptyque de Vienne (Vienne, Kunsthistorisches Museum). Plus tard, Hugo Van der Goes connaît sans aucun doute certaines œuvres italiennes contemporaines, ce qui l'incite à une ordonnance plus monumentale de l'espace, comme dans l'Adoration des Mages (Berlin, Gemäldegalerie).

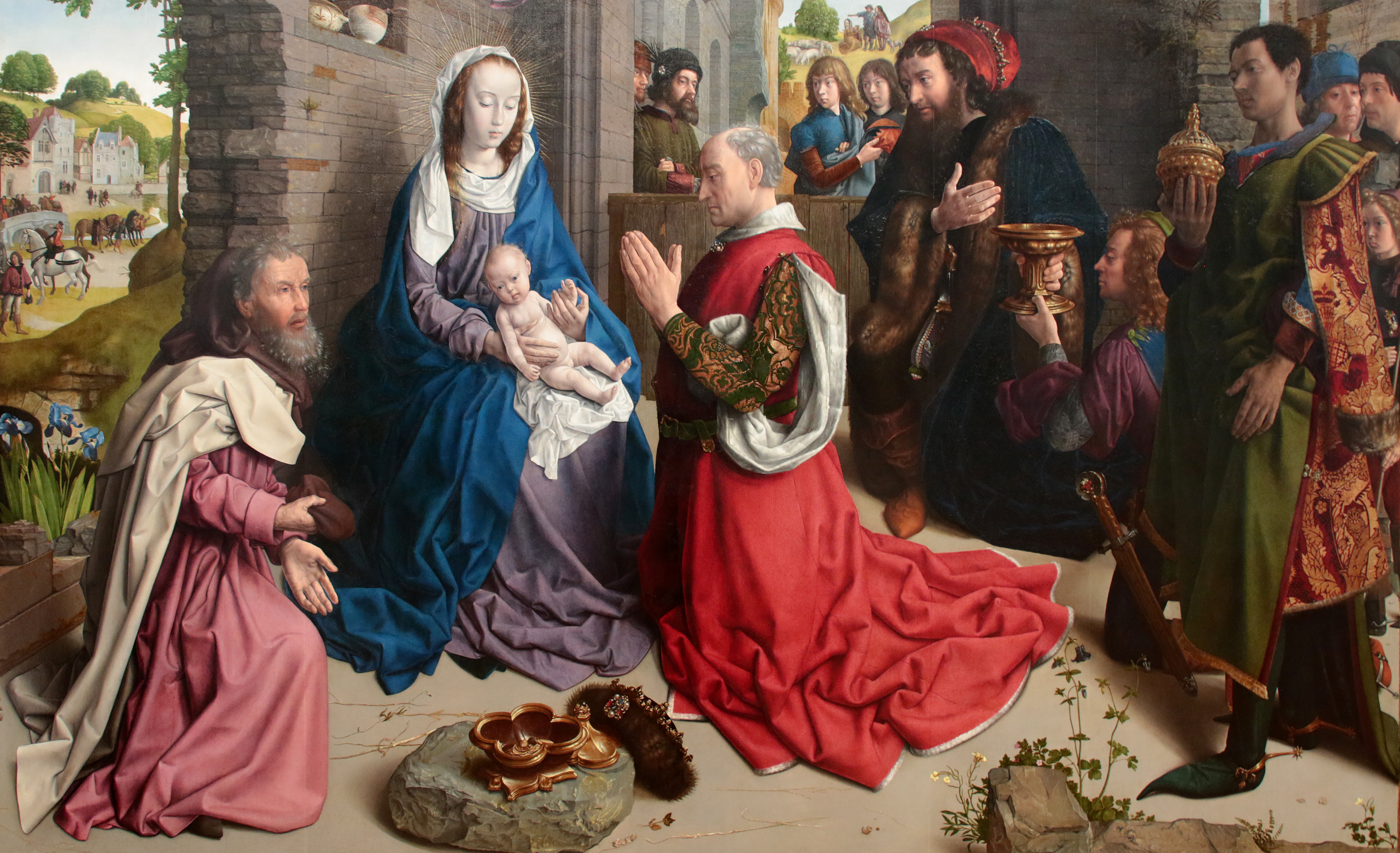
L'adoration des Mages

En 1477, il est à l'apogée de la reconnaissance professionnelle et de la réussite sociale : il est doyen de sa corporation, et « il tient une grande maison, pour laquelle il paie un loyer et où il vit sans être marié ». C'est alors qu'il abandonne la vie bourgeoise et devient frère convers auprès de la communauté réformée de l'abbaye du Rouge-Cloître près d'Auderghem (Bruxelles). Il y jouit de certains privilèges, comme d'être autorisé à continuer à peindre. C'est de cette période que datent l'Adoration des bergers ou la Mort de la Vierge (Bruges, Groeningen Museum), où transparaît une tension dramatique plus aiguë, traduite par l'animation et l'expressivité des personnages.
On a des informations sur le séjour de Hugo van der Goes — et sur la maladie qui le mène jusqu'à la mort — à travers la chronique tenue par Gaspar Ofhuys (1456-1532), lui-même frère régulier ; il entre au même couvent en même temps que van der Goes, et devient prieur à la mort du prieur Thomas, et après la mort de van der Goes. La chronique qu'il écrit, au début du XVIe siècle, ne parle que peu du peintre, et considère sa présence et sa vie au couvent plus sous l'aspect religieux que sous l'aspect médical. La chronique, écrite en latin, est publiée en 1863 par Alphonse J. Wauters, avec une traduction en français. Ofhuys avait dix-neuf ans quand il entre au monastère, devient ensuite infirmarius et prieur ; c'est alors, vers 1512, qu'il rédige la chronique. Le traitement le plus approfondi des aspects médicaux de la chronique d'Ofhuys est la thèse de doctorat - non publiée - de William A. McCloy intitulée The Ofhuys Chronicle and Hugo van der Goes à l'Université de l'Iowa en 1958. L'arrivée et le séjour de Hugo van der Goes sont relatés en des termes peu amènes par Ofhuys qui décrit les privilèges exceptionnels accordés au nouveau frère convers par père Thomas, le prieur :
« Immédiatement après son initiation et tout au long de son noviciat, le Père Thomas, le prieur, lui permit de chercher la consolation et la diversion à la manière des laïcs, quoique avec les meilleures intentions, puisque Hugo avait été un homme honoré parmi eux. Il a été plus d'une fois visité par des personnes de haut rang et même par son Altesse Sérénissime, l'Archiduc Maximilien. Comme ces gens venaient en tant que visiteurs à son compte, le père Thomas lui donna l'autorisation d'aller aux quartiers des invités et de dîner avec eux. Et ainsi il arriva que, pendant qu'il était avec nous, il devint plus familier avec la pompe du monde qu'avec les manières de faire la pénitence et de s'humilier. Cela a provoqué une forte désapprobation chez certains. Les novices, disaient-ils, devraient être humbles et certainement pas exaltés. »

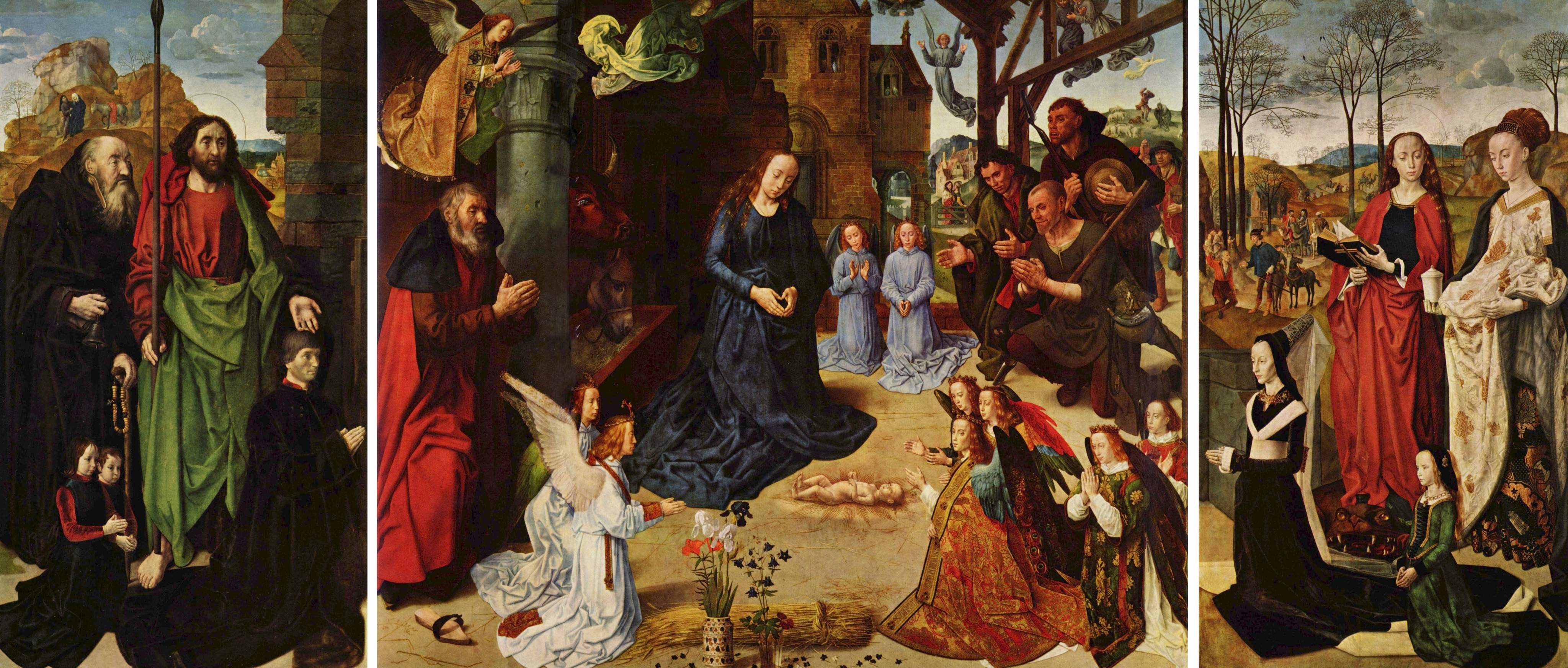
Triptyque Portinari

Van der Goes avait aussi la permission de manger avec les frères du chœur plutôt que dans le réfectoire des frères lais.
Ofhuys s'étonne de l’extrême agitation (« sollicitudinem maximum ») qui saisit le peintre lorsqu'il fallait décider de la façon qu'il fallait achever une œuvre (« quomodo opera perficeret depingenda »). D'après lui, Hugo supportait mal l'admiration des visiteurs, venant jusqu'au couvent. Cinq ans après son admission, Hugo van der Goes, au retour d'un voyage à Cologne entrepris avec son demi-frère Nicolas qui relate les faits comme témoin oculaire, souffre d'un sévère dépression. Les moines retournent à Bruxelles et appellent le prieur Thomas qui accourt pour soutenir le moine malade. Cet épisode a été restitué dans un tableau du peintre belge Émile Wauters. Le père Thomas prescrit de la musique au malade.

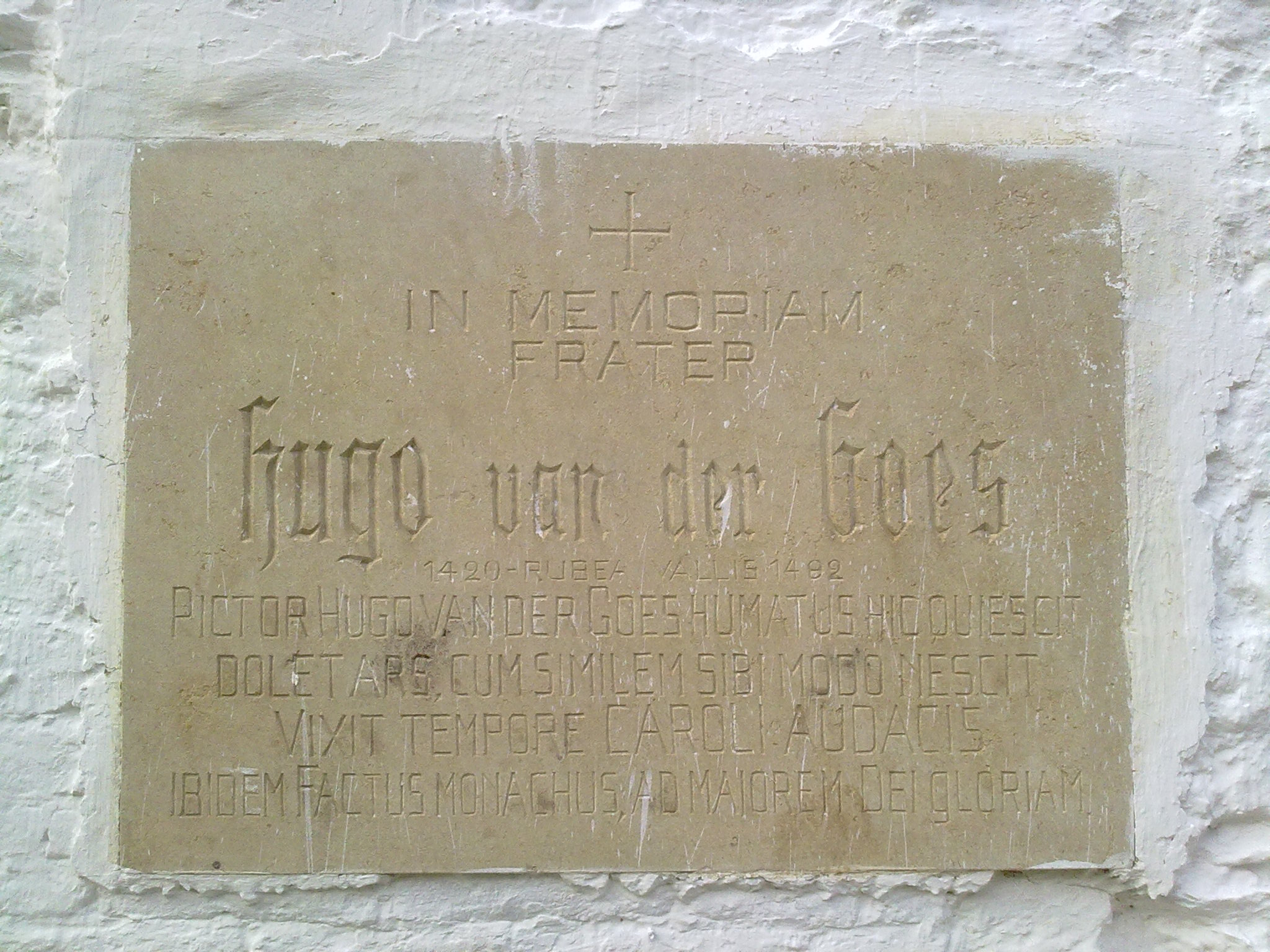
Plaque commémorative située au Prieuré du Rouge-Cloître (Auderghem).

De retour au couvent, Hugo van der Goes recouvre la santé mais, « renonçant volontairement à toutes les commodités antérieures, s'abaissait beaucoup dès qu'il retrouvait la santé, il quittait la table des moines de son propre chef et prenait ses repas avec les laïcs ». À propos de la disparition du peintre en 1482, il écrit : « En l’an du Seigneur 1482, mourut le frère convers Hugues... Il était si célèbre dans l’art de peindre qu’en deçà des monts, comme on disait, on ne trouvait en ce temps-là personne qui fut son égal. ». Il est mort peu de temps après à l'abbaye du Rouge-Cloître.

## Conservation

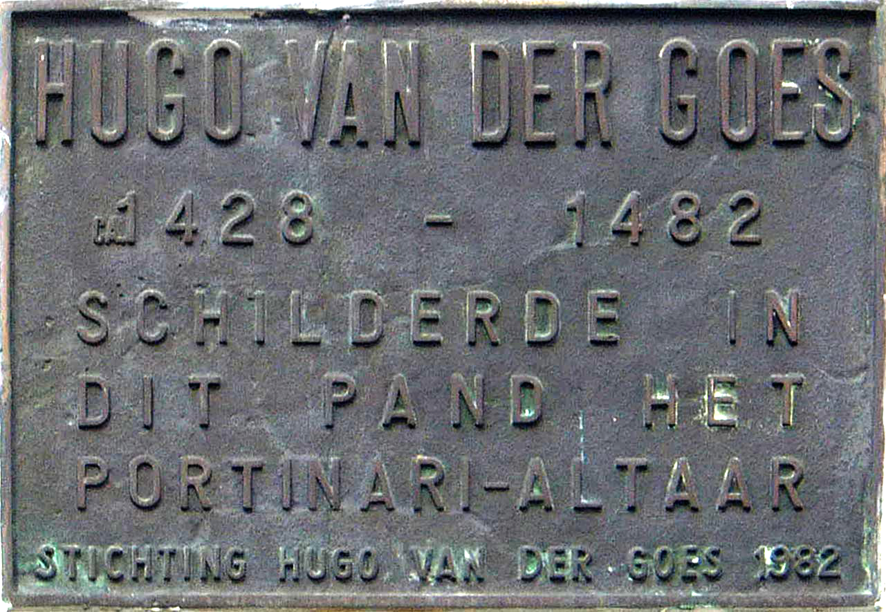
Plaque commémorative, Sint Pietersnieuwstraat, Gand

La majorité de la création originale de Hugo van der Goes n'a pas été conservée. Les nombreuses copies ultérieures des originaux perdus témoignent de l'immense influence de Hugo van der Goes sur l'art flamand. Les artistes allemands connaissent également Hugo van der Goes à travers des gravures faites par Martin Schongauer.
Après la mort de van der Goes en 1482, Alexander Bening, enlumineur de livres gantois marié avec une nièce du peintre, doit avoir hérité des dessins et modèles de Van der Goes. Cela explique la large diffusion des compositions de Van der Goes que l’on retrouve dans les livres d'heures illustrés de l'école dite de Gand-Bruges.

## Influence
- Simon Bening, fils d'Alexander Bening, a introduit les modèles de dessin de van der Goes à Bruges[1].
- Gérard David et les membres de son atelier ont été inspirés par van der Goes[1].

## Œuvres
- Triptyque du Calvaire, vers 1465-1468, (en fait triptyque peint Juste de Gand) huile sur bois, cathédrale Saint-Bavon de Gand
- La Chute, Lamentation et Geneviève, vers 1470-1475, diptyque sur bois, Kunsthistorisches Museum, Vienne
- Retable de Monforte, vers 1470, huile sur bois (provenant du monastère Monforte de Lemos), Gemäldegalerie, Berlin
- Crucifixion[10], vers 1470, Bois, 42 × 27 cm, Musée Correr, Venise
- Descente de croix (attribuée à), Musée du Palais des ducs de Bragance, Vila Viçosa, Portugal
- L'Adoration des mages, partie centrale d'un triptyque, huile sur toile, transposé du bois, 96,3 × 77,5 cm, Musée de l'Ermitage, Saint Petersbourg[11]
- Triptyque Portinari, ca 1475, huile sur bois, Florence, Galerie des Offices
- Retable de la Trinité, 1478, quatre panneaux, Royal Collection, Grande-Bretagne
- Portrait d'un donateur, Metropolitan Museum of Art, New York, (collection H. O. Havemeyer)
- Déploration de Christ (copie d'après van der Goes), Châlons-en-Champagne, musée Garinet
- Vierge à l'enfant, huile sur toile, 40,5 x 27 cm, Musées civiques de Pavie[12]
- La Déploration sur le Christ mort[13] (attribué à), huile sur bois 36,2 × 30,2 cm, Musée de l'Ermitage, Saint Petersbourg
- La Mort de la Vierge, après 1477, Groeninge Museum, Bruges
- Adoration des bergers, vers 1480, Gemäldegalerie
- La Lamentation, vers 1500, musée des Beaux-Arts de Gand